# 2-ja Kitajewka
2-ja Kitajewka, także Wtoraja Kitajewka (ros. 2-я Китаевка, Вторая Китаевка) – wieś (ros. деревня, trb. dieriewnia) w zachodniej Rosji, centrum administracyjne sielsowietu kitajewskiego w rejonie miedwieńskim (obwód kurski).

## Geografia
Miejscowość położona jest nad ruczajem Galiczij (lewy dopływ rzeki Połnaja w dorzeczu Sejmu), 16 km na północny wschód od centrum administracyjnego rejonu (Miedwienka), 27 km na południowy wschód od Kurska, 15,5 km od drogi magistralnej (federalnego znaczenia) M2 «Krym».
We wsi znajduje się 36 posesji.
Klimat
Miejscowość, jak i cały rejon, znajduje się w strefie klimatu kontynentalnego z łagodnym ciepłym latem i równomiernie rozłożonymi opadami rocznymi (Dfb w klasyfikacji klimatów Köppena).

## Demografia
W 2010 r. wieś zamieszkiwało 85 osób.